# Nicholas White
Nicolas White (Johannesburg, 8 de gener de 1974) és un ciclista sud-africà, professional des del 2001. Actualment corre a l'equip Team Medscheme.
En el seu palmarès destaca la victòria a UCI Àfrica Tour del 2007-2008.

## Palmarès
- 1997
  - 1r al 94.7 Cycle Challenge
- 1999
  - 1r a la Amashovashova Cycle Classic
  - Vencedor d'una etapa del Rapport Toer
- 2000
  - 1r al Giro del Cap i vencedor d'una etapa
  - Vencedor d'una etapa del Tour del mar de la Xina meridional
- 2001
  - Vencedor d'una etapa del Giro del Cap
  - Vencedor d'una etapa del FBD Insurance Rás
- 2002
  - 1r al Tour del mar de la Xina meridional i vencedor d'una etapa
  - Vencedor d'una etapa de la Volta a Sèrbia
- 2004
  - 1r al Premi de la Mig-agost
  - Vencedor d'una etapa de la Ruban Granitier Breton
- 2007
  - Campió d'Àfrica de contrarellotge
  - Campió d'Àfrica en ruta
  - 1r a la Volta al Marroc i vencedor d'una etapa
- 2008
  - 1r a l'UCI Àfrica Tour
  - Vencedor d'una etapa de la Volta al Marroc
- 2010
  - 1r al 94.7 Cycle Challenge